# Il colosso di Marussi
Il colosso di Marussi è un diario di viaggio di stile impressionista scritto da Henry Miller. Pubblicato nel 1941 dalla Colt Press di San Francisco, è ambientato nella Grecia anteguerra del 1939; trasparente rappresentazione del "Colosso" del titolo è Giorgos Katsimbalis, poeta e raccontatore. L'opera è spesso citata come la migliore di Miller.

## Contesto
Nel 1939, Henry Miller lasciò Parigi, sua dimora per nove anni, non appena gli eventi della Seconda Guerra Mondiale iniziarono a precipitare. Senza un soldo in cerca di rinnovamento, si recò in Grecia su invito del suo amico e scrittore Lawrence Durrell, che viveva a Corfu. Miller aveva già trovato il suo stile durante gli anni da espatriato in Francia e aveva già pubblicato alcuni tra i suoi libri più famosi, tra cui Tropico del cancro, Primavera nera e Tropico del Capricorno. L'opera trae ispirazione dalle esperienze vissute dall'autore durante i nove mesi di soggiorno in Grecia. Il giudizio di Miller è influenzato dallo scoppio della Seconda Guerra Mondiale, che alla fine lo costringerà a ritornare in America nel dicembre del 1939. Il libro, scritto a New York, è quindi influenzato dal risentimento per il fatto di essere dovuto ritornare in patria e dalla conseguente sensazione d'isolamento.

## Trama
Miller viaggia ad Atene, Creta, Corfù, Poros e Delfi.
Il testo presenta un ritratto dello scrittore greco Giorgos Katsimbalis (il "Colosso" del titolo), anche se alcuni critici hanno ipotizzato che il Colosso sia un autoritratto di Miller.
Nell'opera si nota l'influenza di D. H. Lawrence e di Ernest Hemingway.
Nel 1971, dalle carte lasciate dal poeta Giorgos Seferis, è emerso lo smilzo taccuino del viaggio in Grecia del 1939 steso da Miller, trasfuso poi nel Colosso. In Italia la prima edizione venne pubblicata nel 1948 dalla Mondadori,  I Quaderni della Medusa, con il titolo “Il colosso di Maroussi”.

## Critica
L'opera è considerata la migliore di Miller dai critici, un parere peraltro condiviso dall'autore stesso. Pico Iyer descrive la novella come "un'estatica passeggiata". Will Self dipinge il Miller del racconto come "un inarrestabile favolista che innalza il solipsismo allo stato di arte."

## Edizioni italiane
- Il colosso di Marussi, traduzione di Franco Salvatorelli, Collana Biblioteca n.393, Milano, Adelphi, 2000, ISBN 978-88-459-1550-5.
- Il colosso di Marussi, traduzione di Franco Salvatorelli, Collana Universale Economica n.1936, Milano, Feltrinelli, 2007-2016, ISBN 978-88-07-81936-0.
- Il colosso di Maroussi, traduzione di Giorgio Monicelli, I Quaderni della Medusa, Mondadori, 1948